# 아드리아나 세레소
아드리아나 세레소 이글레시아스(스페인어: Adriana Cerezo Iglesias, 2003년 11월 24일~)는 스페인의 태권도 선수이다. 2020년 하계 올림픽 플라이급에서 은메달을 획득했다.

## 같이 보기
- 올림픽 태권도 메달리스트 목록